# SV Munster
Der SV Munster war ein Sportverein aus Munster im Landkreis Heidekreis. Die erste Fußballmannschaft spielte zwei Jahre in der höchsten niedersächsischen Amateurliga.

## Geschichte
Der Verein wurde am 5. Mai 1946 als Nachfolger des TSV Munster-Lager gegründet. Indirekt ist der SVM ein Nachfolger des Luftwaffen-SV Raubkammer, der 1944 bis in die Gauliga Osthannover aufgestiegen ist. Im Jahre 1947 wurde der SV Munster in die Landesliga Hannover aufgenommen und erreichte zwei Jahre später trotz einer 1:2-Niederlage im Entscheidungsspiel gegen den SV Limmer 10 die Amateuroberliga Niedersachsen-Ost. Nachdem die Mannschaft in der Saison 1949/50 kurzzeitig die Tabelle anführte wurde der SVM durch Verletzungspech auf Rang zehn zurückgeworfen. Ein Jahr später folgte der Abstieg in die Amateurliga 3, aus der man zwei Jahre später abstieg. Zwischen 1954 und 1957 sowie von 1958 bis 1964 spielte der SVM in der Amateurliga 7 und erreichte 1965 für zwei Jahre die viertklassige Verbandsliga Ost. Zuletzt erreichte die Mannschaft zwischen 1994 und 1997 die Landesliga Lüneburg, ehe der SVM in die Kreisliga Soltau/Fallingbostel zurückfiel.

## Persönlichkeiten
- Hans-Jürgen Hellfritz
- Christine Lindemann
- Walter Sonnenberger
- Marcus Wedau

## Nachfolgeverein Eintracht Munster
Im Jahre 2020 fusionierte der SV Munster mit dem ESV Munster, dem VfB Munster, dem SV Trauen-Oerrel und dem Breloher SC zu Eintracht Munster.